# Castillo de Alpalhão
El castillo de Alpalhão está situado en el pueblo y freguesia del mismo nombre, en el condado de Nisa, distrito de  Portalegre, Portugal.

## Historia
En la época de la  reconquista cristiana de la península ibérica, el asentamiento integró los dominios de la  Orden de los Caballeros Templarios en Portugal, que habría construido allí un castillo en algún momento entre mediados del siglo XII y principios del siglo XIII.
En la época de D. Dinis (1279-1325), con la extinción de la Orden, el asentamiento y su castillo pasaron a los dominios de la Orden de Cristo (1319), momento en el que el castillo habría sido reconstruido.
Bajo el reinado de  Manuel I(1495-1521), está registrado por Duarte de Armas. Era su alcalde, en ese momento, Fernão da Silva (1492-1511).
Actualmente hay restos de los antiguos muros y algunas torres. Este patrimonio no está clasificado y no está incluido en las rutas turísticas del Consejo de Nisa.